# Gaspare Selvaggi
Gaspare Selvaggi, född 1763 i Neapel, död 1856, var en italiensk musikolog.
Selvaggi, som var musikelev av Zingarelli och Speranza, vistades 18 år i Paris, där han gav lektioner i sång och harmoni samt utgav åtskilliga romanser. Han uppehöll sig därefter en tid i London, sysselsatte sig i Neapel med arkeologiska, filosofiska, filologiska och musiklitterära arbeten. Hans viktigaste verk i sistnämnda vetenskap är: Trattato d'Armonia ordinato con nuovo metodo e corredato di tavole a dichiarazione delle cose in esso esposte (Neapel 1828).